# Екваторіальне монтування

Принцип дії. Червоний телескоп нерухомий, зелений обертається навколо осі, яка «дивиться» на глядача

Екваторіальне монтування або паралактичне монтування — пристрій для встановлення телескопа (або іншого астрономічного інструмента) так, щоб одна з його осей була паралельна земній осі (і, відповідно, перпендикулярна до небесного екватора). Лінзовий або дзеркальний телескоп на такому монтуванні називають екваторіалом.

## Призначення і будова
Внаслідок обертання Землі, з плином часу, спостережувані позаземні об'єкти зміщуються і «тікають» з поля зору, що спричиняє незручності під час спостережень, а при астрофотографуванні є критичним обмеженням для довжини витримки. Екваторіальне монтування покликане компенсувати обертання земної кулі обертанням телескопа в площині небесного екватора. Досить поставити на цю вісь (паралельну земній) механізм, який повертав би телескоп на один оберт за 24 години в напрямку, протилежному до напрямку обертання нашої планети. Спостережувані в такий телескоп об'єкти не «тікають» з поля зору, а можливості астрофотогграфії значно розширюються.
Одна з осей обертання телескопа в екваторіальному монтуванні паралельна осі обертання Землі (і, відповідно, осі світу) і називається віссю прямого піднесення або віссю R. A. (від англ. Right Ascension), або годинною віссю, або полярною віссю. Саме ця вісь дозволяє компенсувати обертання земної кулі. Перпендикулярна вісь називається віссю схилень, або віссю Dec. (від англ. Declination) і дозволяє спрямовувати телескоп від площини небесного екватора до об'єкта спостереження.
Кут нахилу осі прямого сходження відносно поверхні Землі дорівнює географічній широті місця, в якому встановлено телескоп. На географічному полюсі її слід спрямувати перпендикулярно до земної поверхні, а на екваторі — паралельно.

## Різновиди екваторіальних монтувань

### Німецьке монтування

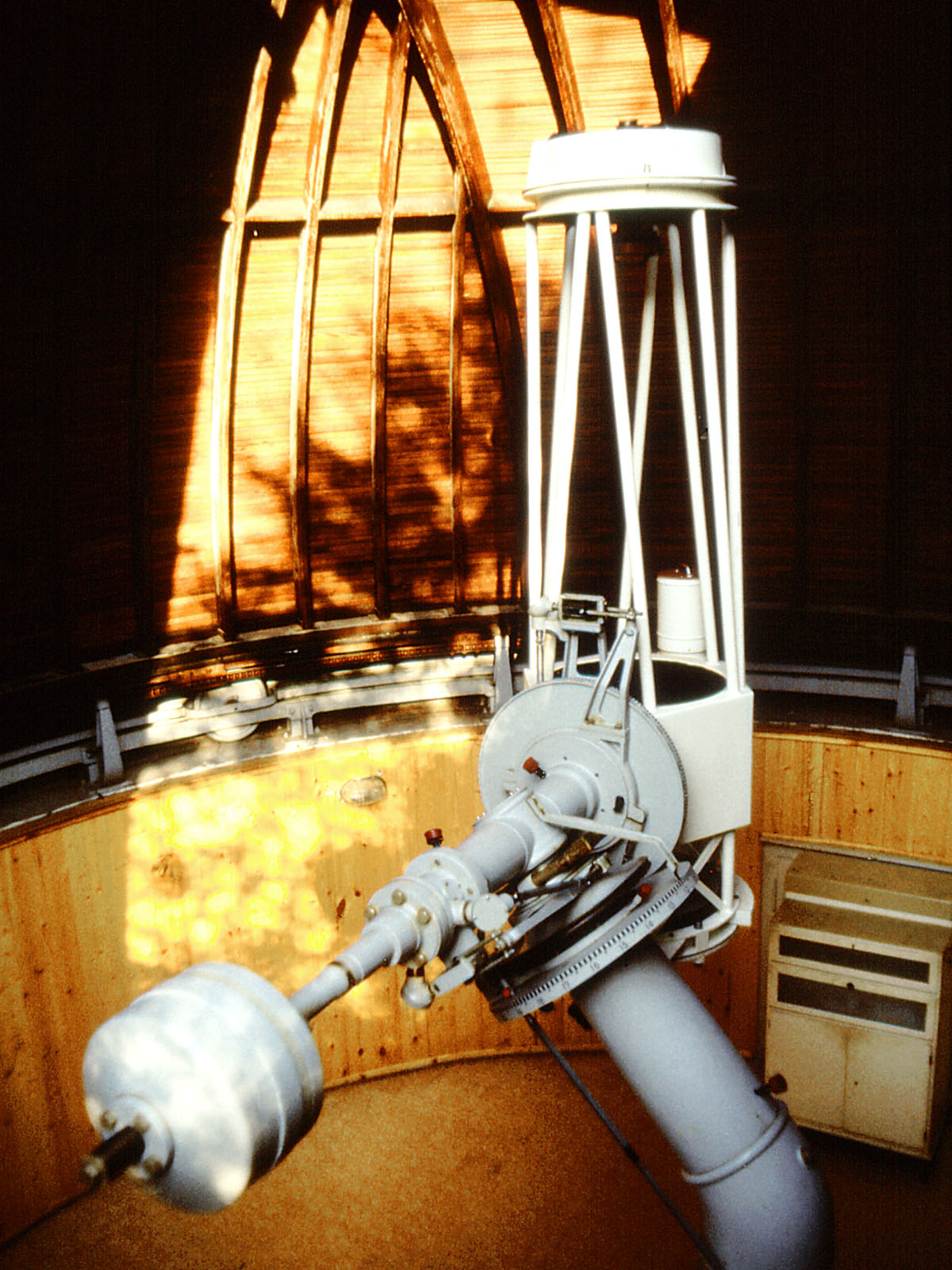
50 см телескоп астрономічної обсерваторії в Єні, Німеччина, на німецькому монтуванні

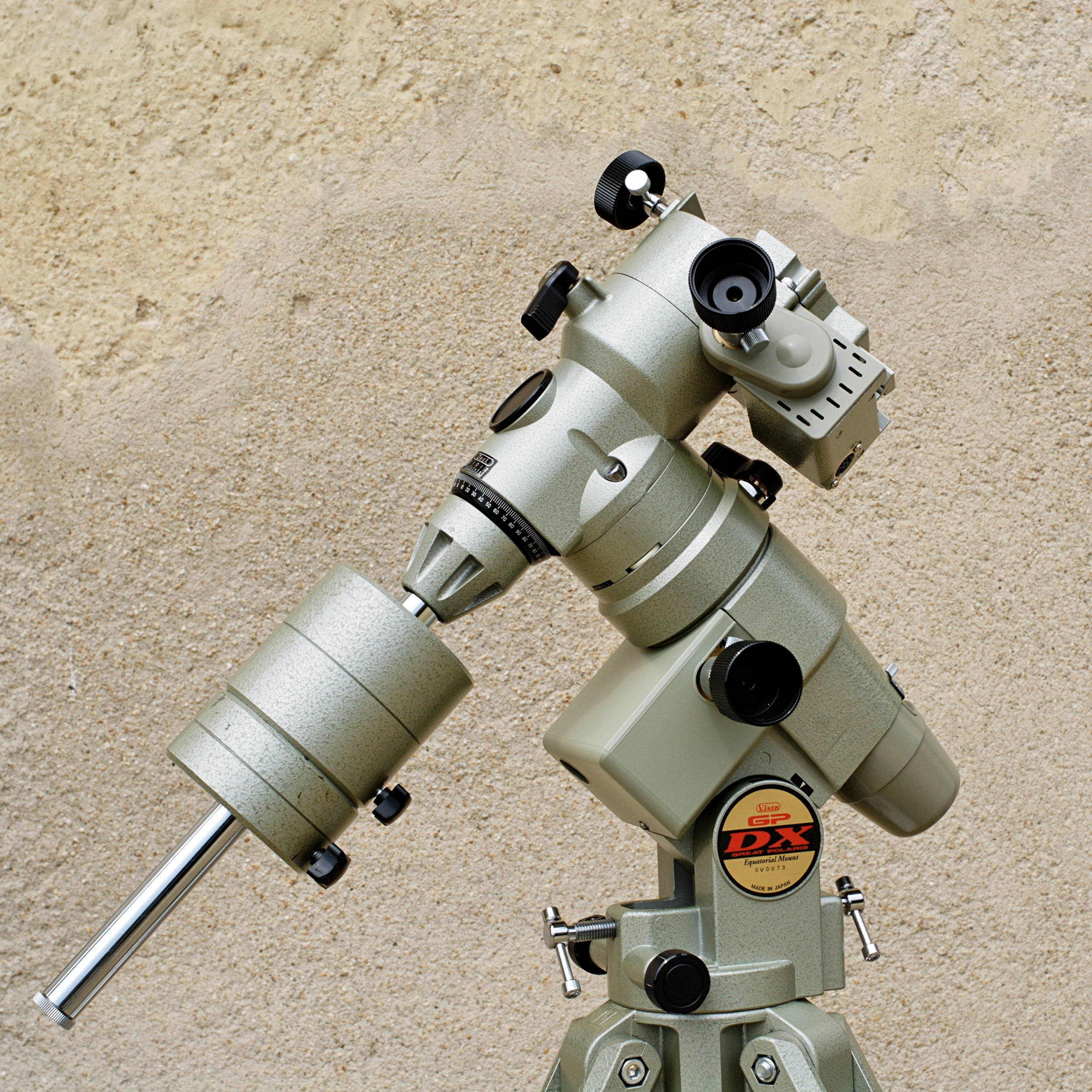
Екваторіальне монтування німецького типу для аматорського телескопа

Різновид екваторіального монтування, в якому один з кінців полярної осі несе на собі корпус осі схилень. Це монтування несиметричне, тому вимагає противаги. Одним з недоліків є необхідність переривати спостереження при проходженні світилом меридіана в точці нижньої кульмінації, оскільки труба телескопа в цьому випадку впирається в основу (колону), цей недолік відомий як GEM flip. Щоб уникнути цього, колону згинають під кутом, рівним широті місцевості. Крім того, використання монтувань цього типу в приполярних областях приносить додаткові незручності через дуже великий кут нахилу.

### Англійське монтування

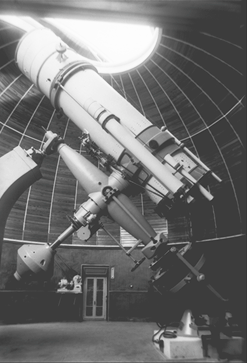
1 м телескоп Цейс астрономічної обсерваторії в Мерате, Італія, на асиметричному англійському монтуванні

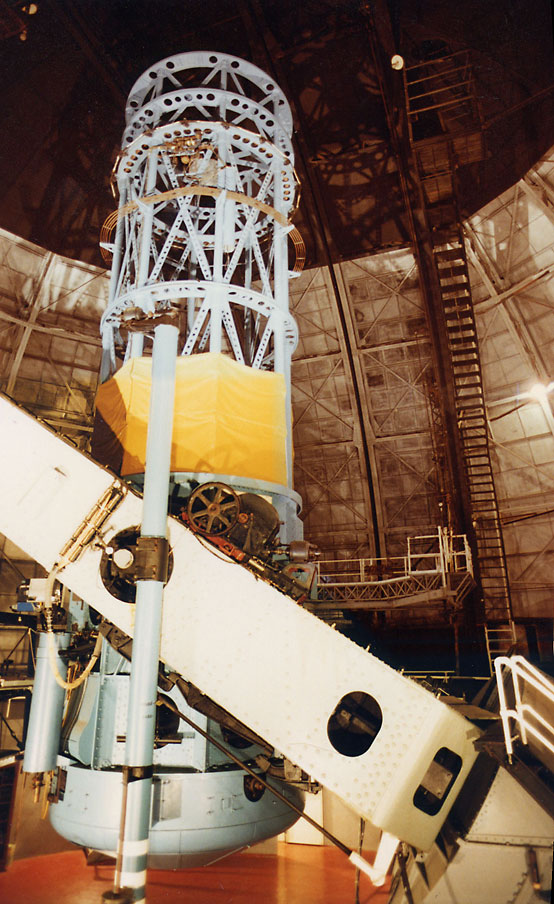
2,5 м телескоп Гукера на симетричному англійському монтуванні з ярмом

Монтування, в якому полярна вісь має опори під обома кінцями, а в її середині знаходиться підшипник осі схилень. Англійське монтування буває несиметричним (на фото праворуч), симетричним, і симетричним з ярмом (на фото ліворуч, ярмо не показано).

Англійське монтування симетричної версії, як і німецьке монтування, дозволяє спрямувати промені у фокус куде за допомогою лише двох плоских допоміжних дзеркал.

### Американське монтування

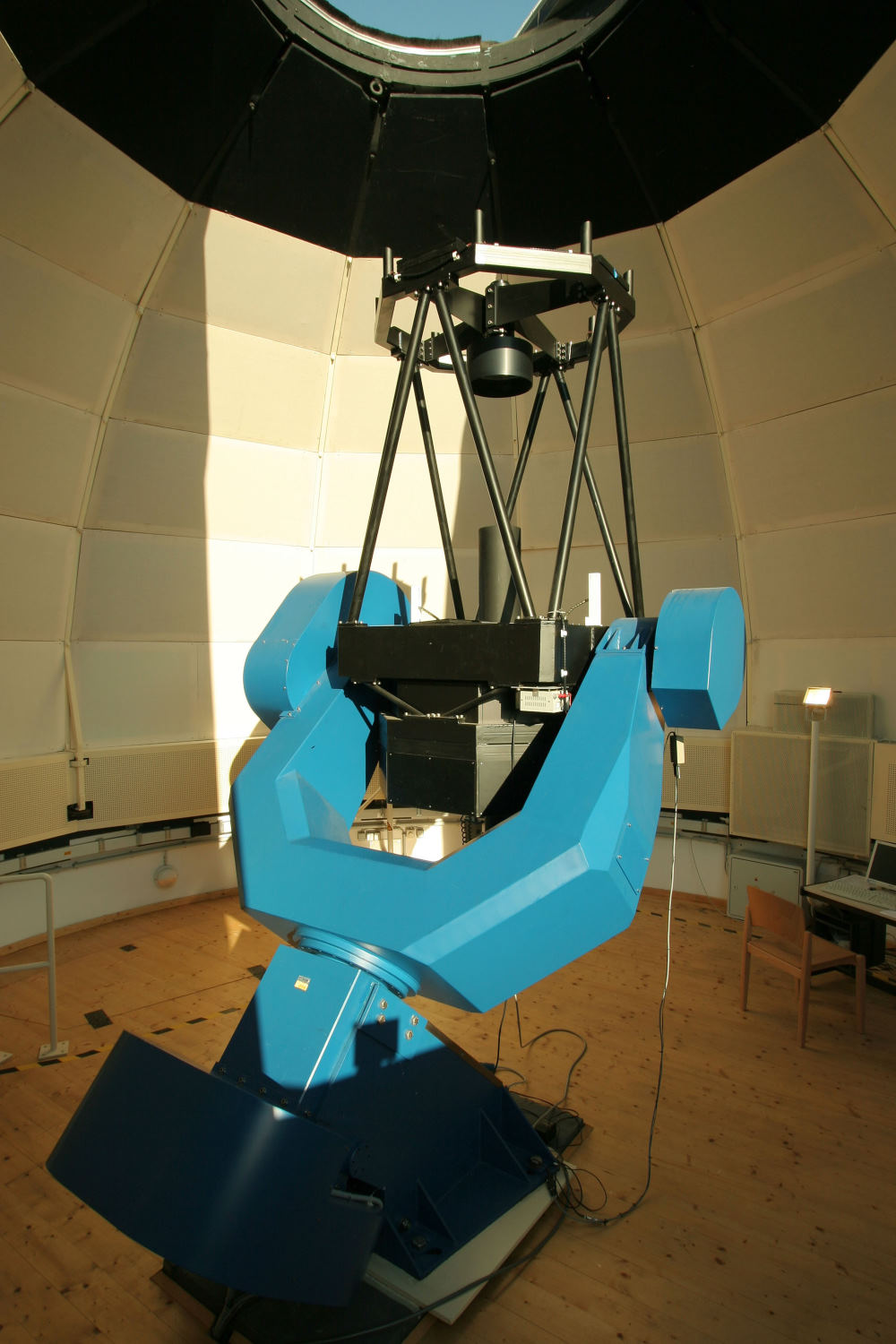
Малий телескоп обсерваторії Віденського університету на американському монтуванні

Варіант екваторіального монтування, в якому один кінець полярної осі закінчується вилкою, що несе вісь схилень.

## Переваги і недоліки
Порівняно з іншим основним типом монтування телескопів, альт-азимутальним, екваторіальне монтування має як переваги, так і недоліки, тому вибір монтування для телескопа визначається його розмірами, типом та призначенням.
- Простота спостереження за небом. Оскільки полярна вісь монтування завжди паралельна осі обертання Землі, то для компенсації цього обертання достатньо повертати цю вісь зі сталою швидкістю. Таким чином для стеження за астрономічним об'єктом потрібен лише один мотор, в ролі якого історично зазвичай застосовували годинникові механізми, чому полярну вісь і називають найчастіше годинною.
- Зручність для астрофотографування. Оскільки вісь схилень строго паралельна небесному екватору, то поле зору телескопа не зазнає «крену» під час стеження за астрооб'єктами, тому телескоп не потребує додаткового механізму компенсації бічного хитання поля зору, необхідного в альт-азимутальному монтуванні.
- Механічна складність. Оскільки система координат телескопа з екваторіальним монтуванням пов'язана з небом, а не з поверхнею Землі, то обидві осі обертання в процесі роботи розташовані під змінними кутами до напрямку сили тяжіння. Це вимагає точної механічної обробки рухомих деталей, щоб уникнути заклинювання в деяких положеннях, а також підвищеної міцності і жорсткості осей і кронштейнів, щоб їх вигин під впливом земного тяжіння не вносив спотворень у переміщення телескопа. Крім цього, асиметричні варіанти монтування вимагають наявності масивних противаг.
- Непридатність для великих інструментів. Зі збільшенням розміру телескопа, складність і маса екваторіального монтування швидко зростає, досягаючи, а в деяких випадках і перевищуючи масу конструкції власне телескопа. Крім того, у великих інструментах помітну роль починають відігравати викривлення масивних дзеркал під впливом сили тяжіння. Екваторіальне монтування, в якому дзеркало може розташовуватися, по суті, під будь-яким кутом до напрямку земного тяжіння, робить урахування цих викривлень значно складнішим, ніж в альт-азимутальному монтуванні, де змінюється лише один кут.
- Дещо ускладнене юстування в цифрових системах керування. Телескоп на екваторіальному монтуванні для точного визначення місця вимагає юстування за двома довідковими зорями, тоді як для правильно встановленого альт-азимутального достатньо однієї.